# Killenbeek

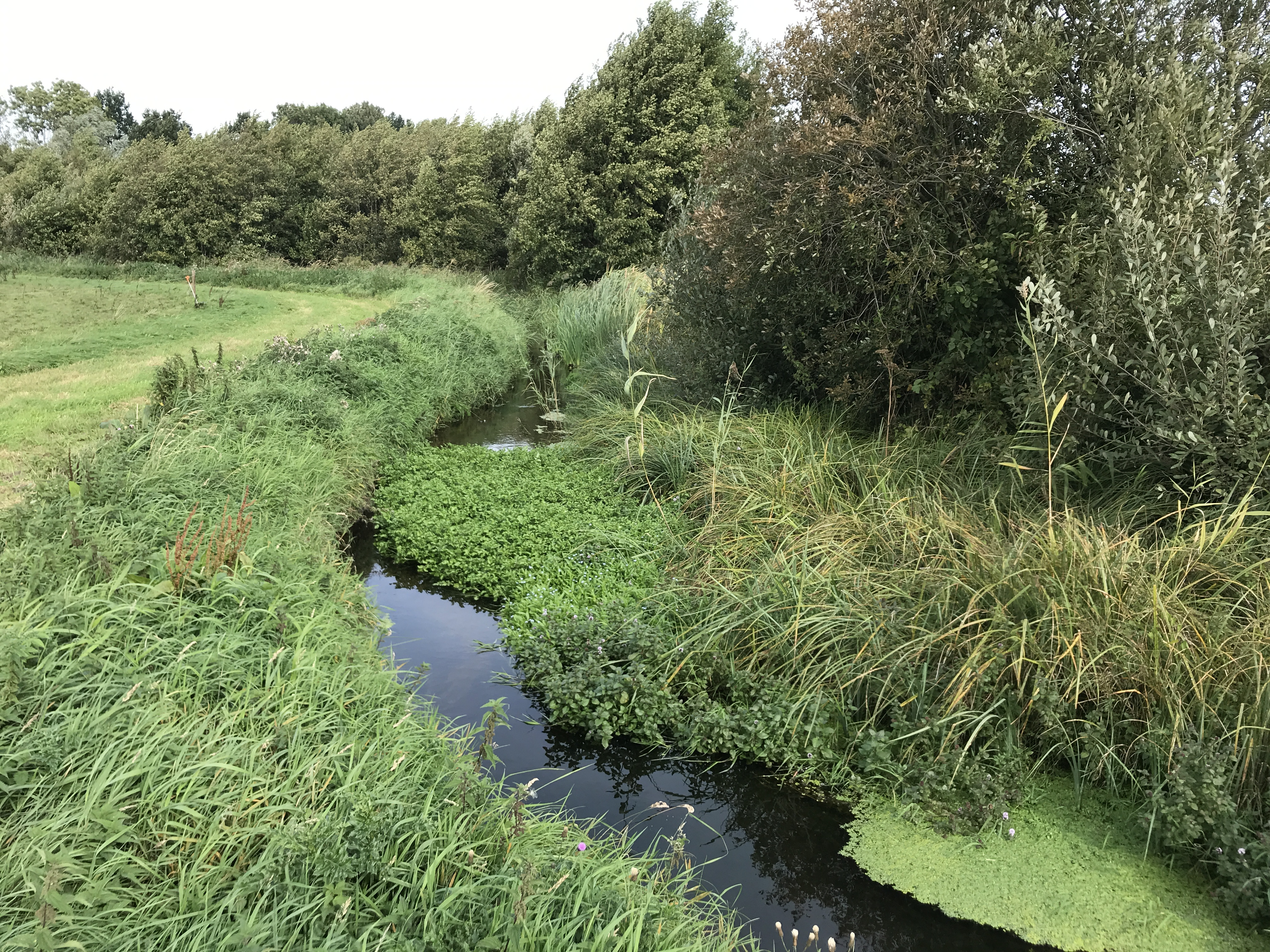
Killenbeek bij Hoophuizen

De Killenbeek is een beek die ter hoogte van het Veluwse dorp Hulshorst in het Veluwemeer uitmondt.
De beek krijgt aanvoer van kwelwater uit het Veluwemassief en is daardoor voortdurend stromend. De beek begint bij Hulshorst nabij de Zuiderzeestraatweg en heeft vlak bij de monding ten westen van Hoophuizen een sterk meanderende loop.
In 2018 werd archeologisch onderzoek gedaan bij de Killenbeek waarbij veenlagen van wisselende dikte werden aangetroffen, maar geen resten van bebouwing.